# IV Premis de la Crítica de les Arts Escèniques
La quarta edició dels Premis de la Crítica de les Arts Escèniques, aleshores anomenats Premis de la Crítica Teatral de Barcelona, va correspondre a la temporada 1991-1992. El lliurament dels premis va tenir lloc al Mercat de les Flors de Barcelona el 3 de desembre de 1992. Aquesta edició va ser la primera a incloure la categoria de millor musical i millor text. El premi a millor escenografia, instaurat l'any anterior, va passar a denominar-se premi a millor espai escènic.

## IV Premis de la Crítica de Teatre
| Categoria | Persona | Obra | Autoria | Direcció | Teatre |
| --- | --- | --- | --- | --- | --- |
| Millor espectacle | - | Yo tengo un tío en América | Els Joglars | Albert Boadella | Teatre Municipal de Girona i Teatre Tívoli |
| Millor espectacle internacional | - | Macbeth | William Shakespeare i Schiller Theater de Berlín | Katharina Thalbach | Teatre Poliorama |
| Millor direcció | Mario Gas | El temps i els Conway | J.B. Priestley | - | Teatre Condal |
| Millor interpretació | Emma Vilarasau | La infanticida | Caterina Albert (Víctor Català) i CDGC | Josep Maria Mestres | Teatre Romea |
| Millor interpretació | Cecilia Rossetto | In Concherto | Oscar Balducci | - | FiraTàrrega 1991, Teatre Joventut i III Festival de Tardor de Barcelona |
| Millor interpretació | Fernando Fernán Gómez | Recital de otoño | Diversos autors | Fernando Fernán Gómez | Teatre Poliorama |
| Millor interpretació | Bernhard Minetti | Contes de Grimm | Germans Grimm i Schiller Theater de Berlín | — | Teatre Poliorama |
| Millor musical | — | Flor de nit | Dagoll Dagom, Manuel Vázquez Montalbán i Albert Guinovart | Joan Lluís Bozzo | Teatre Victòria |
| Millor text | Narcís Comadira | La vida perdurable | Narcís Comadira i Cia. Troika Teatre | Boris Rotenstein | Teatre Malic |
| Millor espai escènic | Marcel·lí Antúnez | El artificio | Marcel·lí Antúnez, Andreu Morte i Festival de Friburg | Marcel·lí Antúnez i Andreu Morte | Mercat de les Flors |
| Premi Revelació | T de Teatre | Petits contes misògins | Patricia Highsmith | Pere Sagristà | Mercat de les Flors |
| Premi Especial | - Rafael Anglada, per la seva interpretació a l'espectacle El sarau, de Joan Brossa, estrenat al Teatre Poliorama en el marc del Festival Olímpic de les Arts sota la direcció d'Hermann Bonnín. | - Rafael Anglada, per la seva interpretació a l'espectacle El sarau, de Joan Brossa, estrenat al Teatre Poliorama en el marc del Festival Olímpic de les Arts sota la direcció d'Hermann Bonnín. | - Rafael Anglada, per la seva interpretació a l'espectacle El sarau, de Joan Brossa, estrenat al Teatre Poliorama en el marc del Festival Olímpic de les Arts sota la direcció d'Hermann Bonnín. | - Rafael Anglada, per la seva interpretació a l'espectacle El sarau, de Joan Brossa, estrenat al Teatre Poliorama en el marc del Festival Olímpic de les Arts sota la direcció d'Hermann Bonnín. | - Rafael Anglada, per la seva interpretació a l'espectacle El sarau, de Joan Brossa, estrenat al Teatre Poliorama en el marc del Festival Olímpic de les Arts sota la direcció d'Hermann Bonnín. |
| Jurat | | | | | |
| El jurat de la quarta edició va estar compost per Joan Anton Benach de La Vanguardia, Mercè Saumell i Francesc Burguet i Ardiaca del Diari de Barcelona, Joan Casas i Xavier Pérez de l'Avui, Pablo Ley de l'ABC, Marcos Ordóñez d'El Observador, Gonzalo Pérez de Olaguer d'El Periódico, Maria José Ragué de Jano, Joan de Sagarra i Albert de la Torre d'El País i Joaquim Vilà i Folch de Serra d'Or. | | | | | |